# Gond

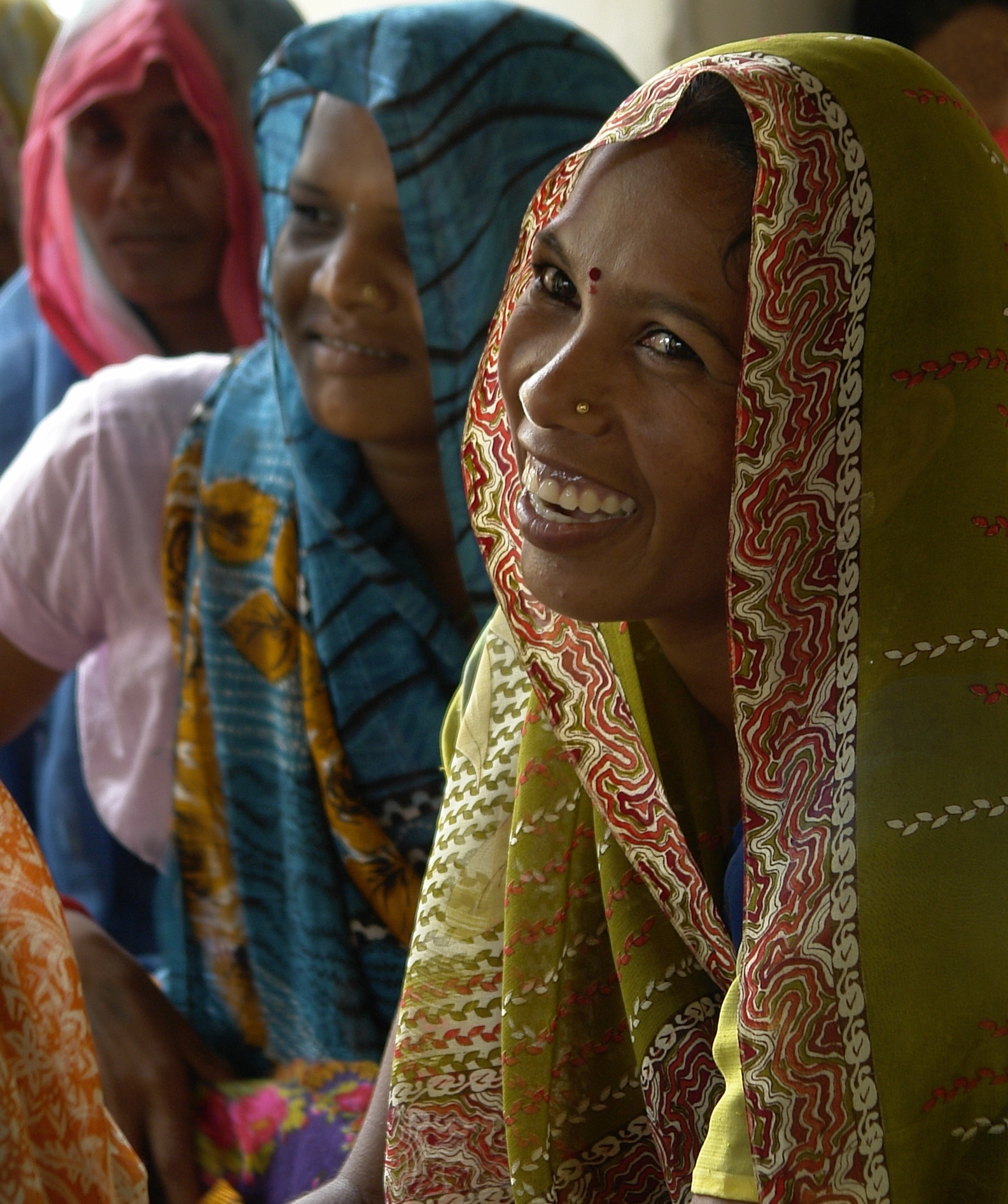
Frauen in einem Gond-Dorf im Distrikt Umaria (2010)

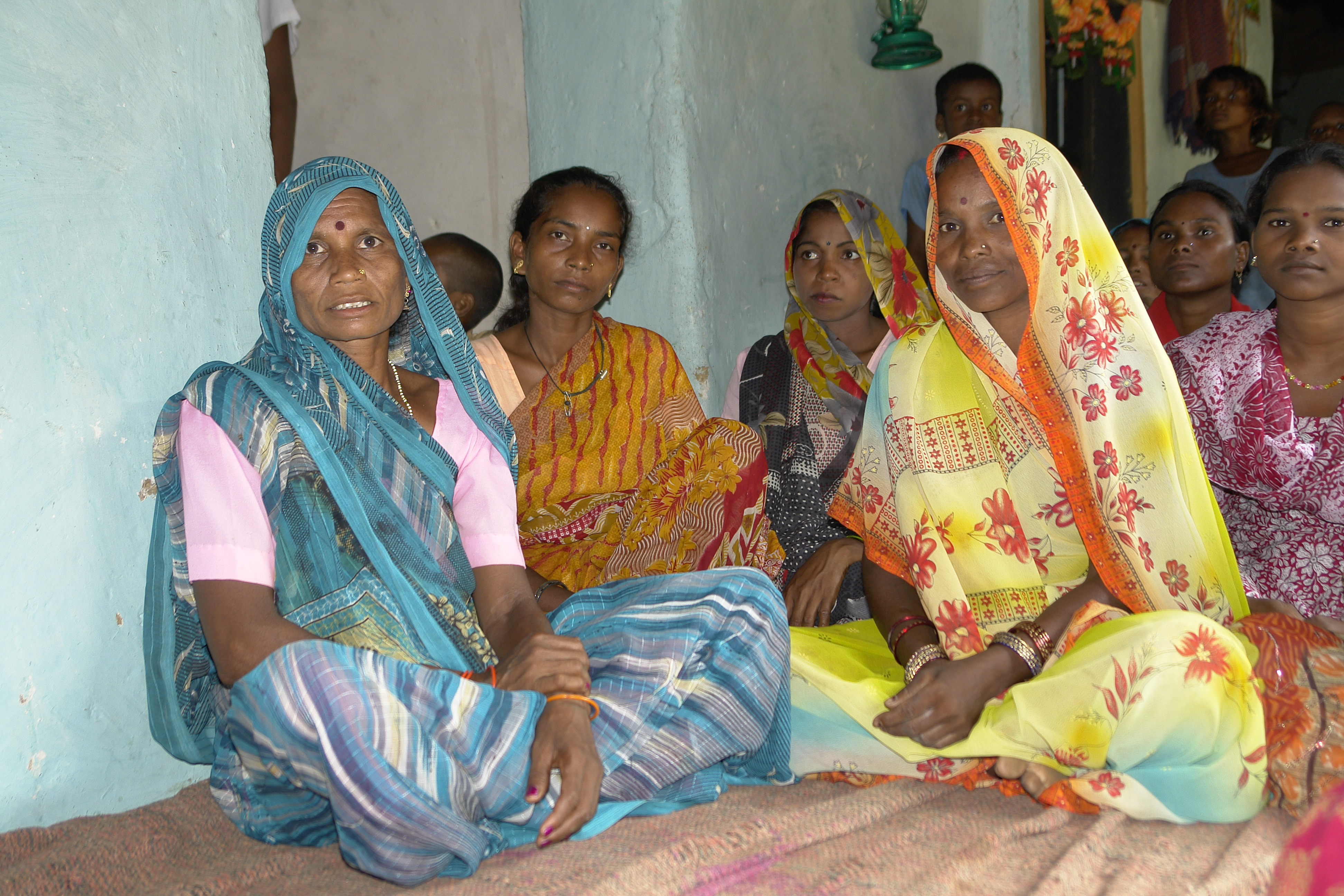
Gond-Frauen im Distrikt Umaria, östliches Madhya Pradesh (2010)

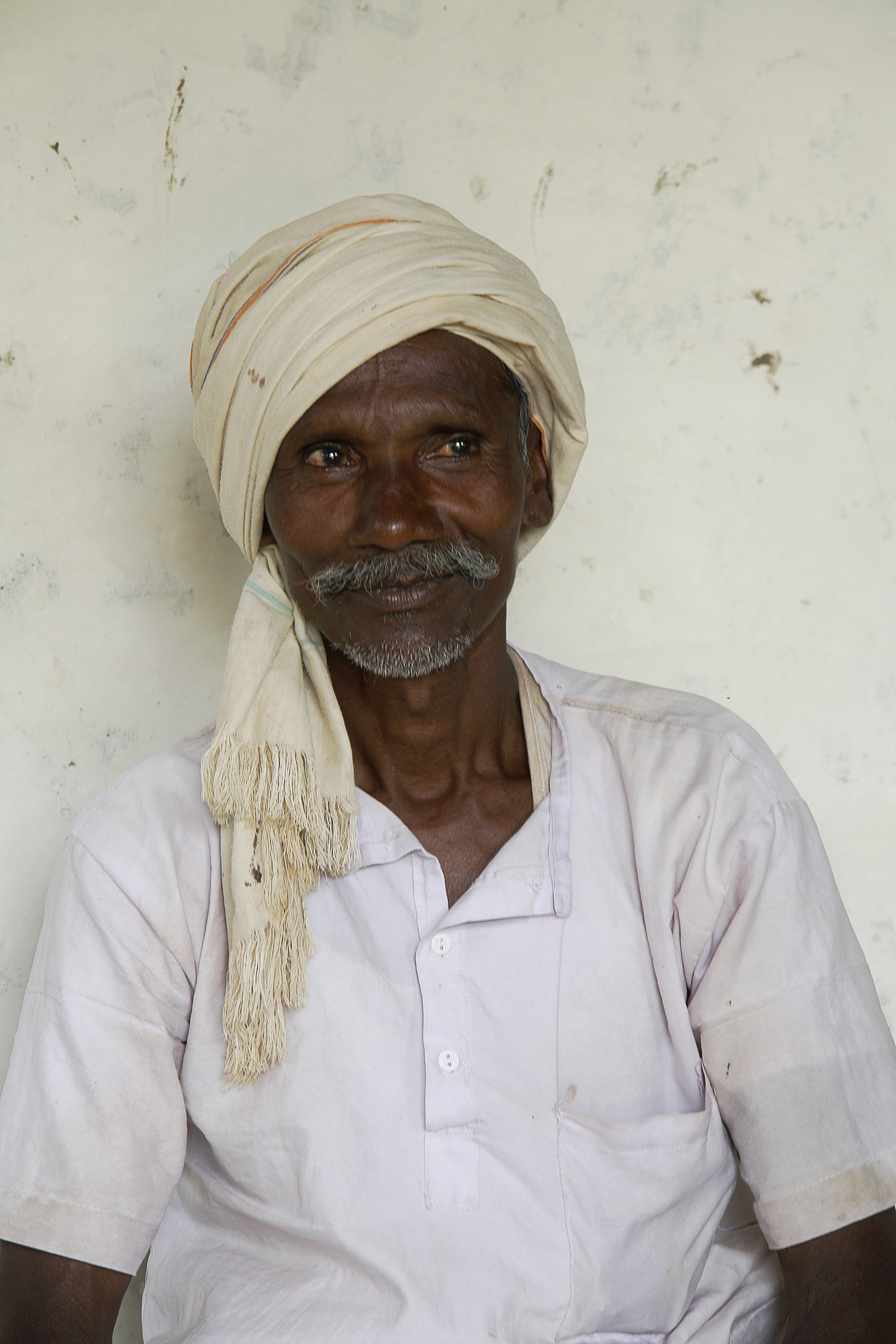
Gond-Mann im Distrikt Umaria, östliches Madhya Pradesh (2010)

Die Gond sind ein indigenes Volk in Indien und mit 13,3 Millionen Angehörigen die zweitgrößte Ethnie unter den rund 700 „anerkannten Stammesgemeinschaften“ Indiens (Scheduled Tribes). Die Gond leben in Zentralindien in der historischen Landschaft Gondwana, deren Name aus der dravidischen Sprachfamilie stammt und „Land der Gond“ bedeutet. Ihr hauptsächliches Siedlungsgebiet liegt im Bundesstaat Madhya Pradesh, in dem laut Volkszählung in Indien 2011 rund 5 Mio. Gond leben. Ihre dravidische Sprache Gondi hat rund 3 Mio. Sprecher. Demgegenüber spricht die Gond-Bevölkerung im Bastar-Distrikt in Chhattisgarh das Bhatri, einen stark abweichenden Dialekt der indoarischen Sprache Oriya.
Der Gond-Künstler Bhajju Shyam (* 1971) machte mit seinen Büchern die Kunst der Gond weltweit bekannt.

## Bevölkerung

### Scheduled Tribes (ST)

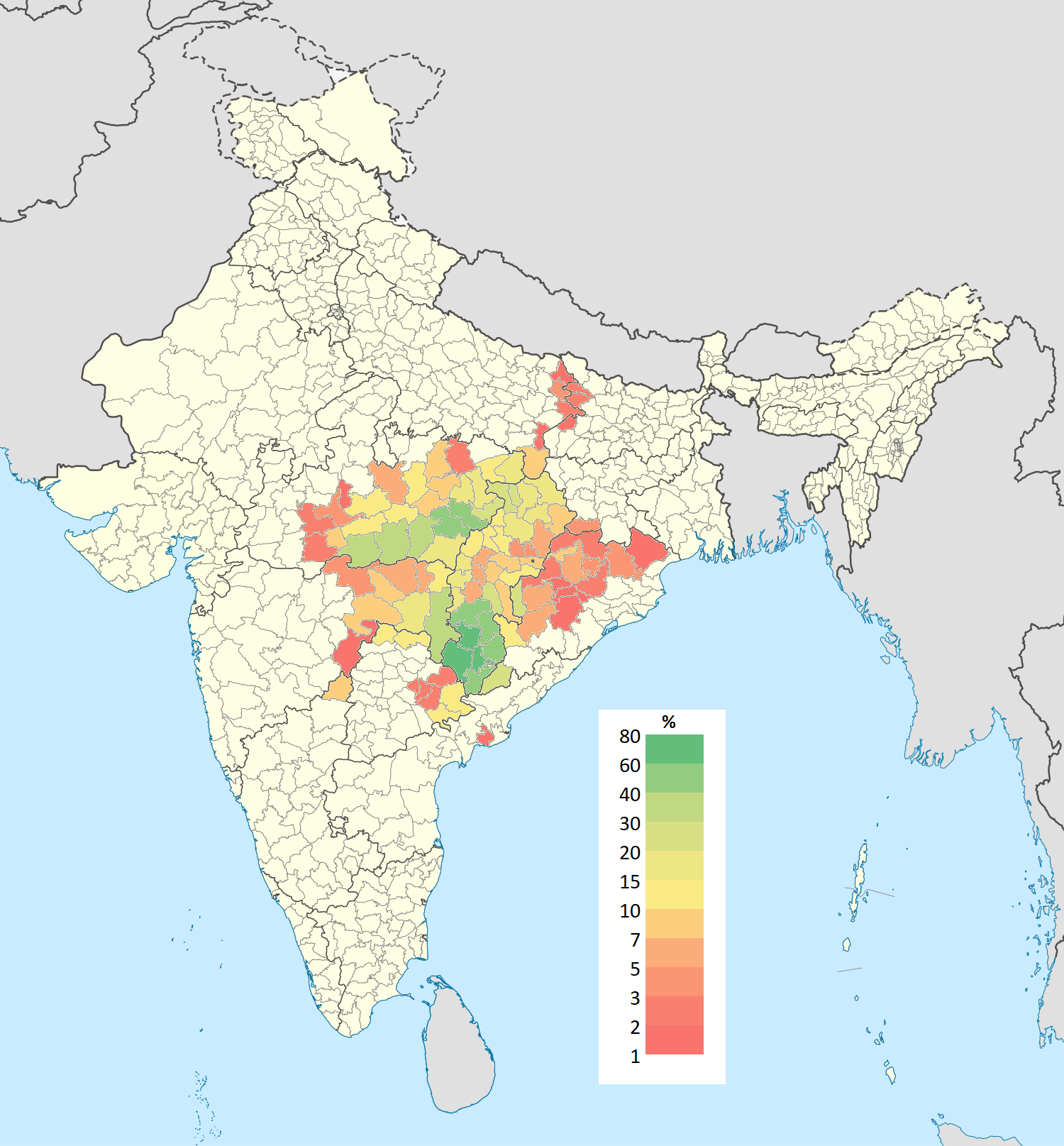
Prozentsatz an Gonds in der Bevölkerung der indischen Distrikte, nach der Volkszählung von 2011

In 11 Bundesstaaten sind die jeweils ansässigen Gond (mit vielen Untergruppen) als Scheduled Tribe anerkannt (ST: „registrierte Stammesgemeinschaft“), dem nach der Verfassung Indiens staatliche Schutz- und Fördermaßnahmen zustehen.
Dem ST in Madhya Pradesh (5.093.000 Angehörige) sind die folgenden Untergruppen zugeordnet: „Gond, Arakh, Arrakh, Agaria, Asur, Badi Maria, Bada Maria, Bhatola, Bhimma, Bhuta, Koilabhuta, Koliabhuti, Bhar, Bisonhorn Maria, Chota Maria, Dandami Maria, Dhuru, Dhurwa, Dhoba, Dhulia, Dorla, Gaiki, Gatta, Gatti, Gaita, Gond Gowari, Hill Maria, Kandra, Kalanga, Khatola, Koitar, Koya, Khirwar, Khirwara, Kucha Maria, Kuchaki Maria, Madia, Maria, Mana, Mannewar, Moghya, Mogia, Monghya, Mudia, Muria, Nagarchi, Nagwanshi, Ojha, Raj, Sonjhari, Jhareka, Thatia, Thotya, Wade Maria, Vade Maria, Daroi“.
Auch die beiden ST in Chhattisgarh (4,3 Mio.) und Maharashtra (1,6 Mio.) umfassen die genannten Gruppen, während die ST in den anderen 8 Staaten „Gond, Gondo, Rajgond, Maria Gond, Dhur Gond“ oder nur „Gond, Naikpod, Rajgond“ einschließen.

### Soziale Indikatoren
Die folgende Liste vergleicht soziale Indikatoren aus der Volkszählung in Indien 2011 für die Gond und ihre Untergruppen in 11 Bundesstaaten (siehe Vergleichsliste der indischen Staaten):
- Bundesstaat: jeweils auf einzelstaatlicher Ebene als Scheduled Tribes (ST) anerkannte und gezählte Gond-Angehörige
- Einwohnerzahl des Staates
- Gond: insgesamt 13,3 Mio. mit allen Untergruppen
- ab 2001: indienweiter Zuwachs von 22 % (von 10,9 Mio.) – teils auch bedingt durch neue Zuordnungen staatlicherseits, so waren die Gond in Uttar Pradesh 2001 nicht als ST registriert, in Bihar wurden nur 51.000 Gond gezählt (2011: 257.000 = +496 %)
- Anteil an der jeweiligen Bevölkerung – die Gond stellen 1 % der Einwohner Indiens (1.210.855.000)
- ländlicher Raum – nur 8 % aller Gond leben in Städten (indienweit: 31 %)
- Geschlechterverteilung: Anzahl der weiblichen zu 1000 männlichen Personen (ausgeglichen wäre 1000 : 1000) – bei den Gond gibt es etwas mehr Frauen (1004; Indien: 943)
- unter 7: Kinder von 0 bis 6 Jahren und ihre Geschlechterverteilung von Mädchen zu 1000 Jungen – auch hier liegen die Gond mit 975 höher als Indien (919 : 1000)
- Lesefähigkeit (ab 7 Jahren), auch bei Männern (♂) und Frauen (♀), sowie die Lücke zwischen beiden (Indien: 74 %; 82 % ♂ und 65 % ♀ = 17 % Lücke)
- ST (Scheduled Tribes): die Registrierung als „Stammesgemeinschaft“ gilt nur für die Einwohner eines Staates – 2011 gab es indienweit 705 ST mit 104,3 Mio. Angehörigen (siehe Liste), die 11 ST der Gond stellten davon 12,7 % (nach den Bhil mit 16,4 %; siehe die 33 größten indigenen Völker Indiens)

|    | Bundesstaat     | Einwohner    | Gond       | ab 2001  | Anteil   | ländlich | weiblich    | unter 7 | weiblich   | lesen  | ♂      | ♀      | Lücke  | ST | Anteil  |
| -- | --------------- | ------------ | ---------- | -------- | -------- | -------- | ----------- | ------- | ---------- | ------ | ------ | ------ | ------ | -- | ------- |
| 36 | Indien          | 1.210,9 Mio. | 13.256.928 | +22,1 %  | 1,09 %   | 92,39 %  | 1004 : 1000 | 14,98 % | 975 : 1000 | 60,7 % | 70,9 % | 50,6 % | 20,3 % | 11 | 12,71 % |
| 1  | Madhya Pradesh  | 72,6 Mio.    | 5.093.124  | +16,9 %  | 7,02 %   | 93,69 %  | 0997 : 1000 | 15,76 % | 963 : 1000 | 60,1 % | 70,0 % | 50,2 % | 19,8 % | 1  | 38,42 % |
| 2  | Chhattisgarh    | 25,5 Mio.    | 4.298.404  | +17,5 %  | 16,83 %0 | 92,76 %  | 1027 : 1000 | 15,43 % | 997 : 1000 | 56,7 % | 67,5 % | 46,2 % | 21,3 % | 1  | 32,42 % |
| 3  | Maharashtra     | 112,4 Mio.   | 1.618.090  | 4+4,1 %  | 1,44 %   | 84,67 %  | 0976 : 1000 | 11,27 % | 964 : 1000 | 74,7 % | 82,4 % | 66,8 % | 15,6 % | 1  | 12,21 % |
| 4  | Odisha (Orissa) | 42,0 Mio.    | 888.581    | +13,6 %  | 2,12 %   | 97,37 %  | 1026 : 1000 | 13,91 % | 994 : 1000 | 59,7 % | 71,6 % | 48,0 % | 23,6 % | 1  | 6,70 %  |
| 5  | Uttar Pradesh   | 199,8 Mio.   | 569.035    | –        | 0,28 %   | 93,32 %  | 0966 : 1000 | 17,37 % | 938 : 1000 | 61,2 % | 73,5 % | 48,4 % | 25,1 % | 1  | 4,29 %  |
| 6  | Andhra Pradesh  | 84,6 Mio.    | 304.537    | +20,8 %  | 0,62 %   | 94,68 %  | 1028 : 1000 | 12,25 % | 976 : 1000 | 49,3 % | 58,3 % | 40,6 % | 17,7 % | 1  | 2,30 %  |
| 7  | Bihar           | 104,1 Mio.   | 256.738    | +495,7 % | 0,25 %   | 93,65 %  | 0976 : 1000 | 18,61 % | 960 : 1000 | 60,9 % | 72,8 % | 48,7 % | 24,1 % | 1  | 1,94 %  |
| 8  | Karnataka       | 61,1 Mio.    | 158.243    | +15,8 %  | 0,26 %   | 89,53 %  | 0961 : 1000 | 12,78 % | 931 : 1000 | 63,4 % | 72,3 % | 54,3 % | 18,0 % | 1  | 1,19 %  |
| 9  | Jharkhand       | 33,0 Mio.    | 53.676     | 2+2,0 %  | 0,16 %   | 81,30 %  | 0994 : 1000 | 15,65 % | 971 : 1000 | 59,8 % | 71,0 % | 48,6 % | 22,4 % | 1  | 0,40 %  |
| 10 | Westbengalen    | 91,3 Mio.    | 13.535     | +37,7 %  | 0,01 %   | 54,33 %  | 0900 : 1000 | 11,41 % | 909 : 1000 | 74,8 % | 82,9 % | 65,9 % | 17,0 % | 1  | 0,10 %  |
| 11 | Gujarat         | 60,4 Mio.    | 2.965      | +37,8 %  | <0,01 %  | 37,81 %  | 0861 : 1000 | 14,57 % | 862 : 1000 | 55,9 % | 63,3 % | 47,4 % | 15,9 % | 1  | 0,02 %  |

## Religion
Laut Volkszählung in Indien 2011 sind die insg. 13,3 Millionen Gond zu 91,3 % Hindus (Indien: 80 %) und jeweils zu rund 0,2 % Muslime (Indien: 14 %) und christlich (Christen in Indien: 2,3 %). Die alte animistische ethnische Religion „Gond/Gondi“ hat noch fast 1 Mio. Anhänger (7,3 %), während andere wie „Addi Bassi“ oder „Sarna“ nur jeweils einige Zehntausend haben (vergleiche die größten ethnischen Religionen Indiens).
Die folgende Liste berechnet die Anteile der Gond, die einer der 6 großen Religionen in Indien angehören oder einer unter „Andere Religionen und Überzeugungen“ (Other Religions and Persuasions) angegebenen – Atheisten (ohne Glauben an Göttlichkeit) gibt es bei den Gond keine:
| Volkszählung in Indien 2011 | Volkszählung in Indien 2011 | 000 Gond 000 13.256.928 | Madhya Pr. 5.093.124 | Chhattisg. 4.298.404 | Maharash. 1.618.090 | Odisha 888.581 | Uttar Pr. 569.035 | Andhra Pr. 304.537 | Bihar 256.738 | Karnataka 158.243 | Jharkhand 53.676 | Westbeng. 13.535 | Gujarat 2.965 |
|                             | Religion                    | 100 %                   | 38 %                 | 32 %                 | 12 %                | 7 %            | 4 %               | 2 %                | 2 %           | 1 %               | 0,4 %            | 0,1 %            | 0,02 %        |
| --------------------------- | --------------------------- | ----------------------- | -------------------- | -------------------- | ------------------- | -------------- | ----------------- | ------------------ | ------------- | ----------------- | ---------------- | ---------------- | ------------- |
| 1.                          | Hindus                      | 91,297 %0               | 88,473 %0            | 89,763 %0            | 94,805 %0           | 99,726 %0      | 98,186 %0         | 99,060 %0          | 99,434 %0     | 98,511 %0         | 57,711 %0        | 96,779 %0        | 99,427 %0     |
| 2.                          | Muslime                     | 0,182 %                 | 0,186 %              | 0,094 %              | 0,382 %             | 0,091 %        | 0,211 %           | 0,241 %            | 0,356 %       | 0,385 %           | 0,177 %          | 0,776 %          | 0,169 %       |
| 3.                          | Christen                    | 0,244 %                 | 0,365 %              | 0,258 %              | 0,073 %             | 0,053 %        | 0,023 %           | 0,122 %            | 0,059 %       | 0,030 %           | 0,589 %          | 0,650 %          |               |
| 4.                          | Sikhs                       | 0,010 %                 | 0,010 %              | 0,006 %              | 0,017 %             | 0,010 %        | 0,016 %           | 0,013 %            | 0,005 %       | 0,029 %           |                  | 0,044 %          |               |
| 5.                          | Buddhisten                  | 0,033 %                 | 0,014 %              | 0,005 %              | 0,196 %             | 0,009 %        | 0,019 %           | 0,008 %            | 0,017 %       | 0,004 %           | 0,006 %          | 0,081 %          | 0,169 %       |
| 6.                          | Jainas                      | 0,005 %                 | 0,006 %              | 0,003 %              | 0,007 %             | 0,003 %        | 0,004 %           | 0,011 %            | 0,009 %       | 0,007 %           | 0,006 %          | 0,022 %          | 0,236 %       |
| 7.                          | Andere R. u. Ü.             | 8,010 %                 | 10,780 %0            | 9,786 %              | 4,204 %             | 0,009 %        | 0,270 %           | 0,008 %            | 0,018 %       | 0,030 %           | 41,341 %0        | 1,278 %          | 0 %           |
| 7.1                         | „Gond / Gondi“              | 7,329 %                 | 10,702 %0            | 8,381 %              | 3,865 %             |                | 0,263 %           |                    |               |                   | 4,270 %          |                  |               |
| 7.2                         | „Adim dhamm“                | 0,284 %                 |                      | 0,877 %              |                     |                |                   |                    |               |                   |                  |                  |               |
| 7.3                         | „Addi Bassi“                | 0,159 %                 | 0,022 %              | 0,350 %              | 0,292 %             |                |                   |                    |               |                   | 0,332 %          |                  |               |
| 7.4                         | „Sarna“                     | 0,153 %                 |                      | 0,008 %              |                     |                |                   |                    |               |                   | 36,696 %0        | 1,263 %          |               |
| 7.5                         | …weitere…                   | 0,078 %                 | 0,054 %              | 0,163 %              | 0,035 %             |                |                   |                    |               |                   |                  |                  |               |
| 7.9                         | unklassifiziert             | 0,006 %                 | 0,003 %              | 0,006 %              | 0,013 %             | 0,009 %        | 0,007 %           | 0,008 %            | 0,018 %       | 0,030 %           | 0,043 %          | 0,015 %          |               |
| 8.                          | Ohne Angabe                 | 0,219 %                 | 0,166 %              | 0,085 %              | 0,315 %             | 0,099 %        | 1,272 %           | 0,536 %            | 0,101 %       | 1,004 %           | 0,171 %          | 0,369 %          | 0 %           |

| 2011 alle Gond: MadhyaPr. Chhattis. Maharash. Odisha UttarPr. AndhraP. Bihar Karnat. Jharkh. Westb. Guja. Gond: 13256928 = 5093124 + 4298404 + 1618090 + 888581 + 569035 + 304537 + 256738 + 158243 + 53676 + 13535 + 2965 ------------------------------------------------------------------------------------------------------------------------- 1. Hindus 12103205 = 4506047 + 3858396 + 1534035 + 886143 + 558714 + 301675 + 255285 + 155886 + 30977 + 13099 + 2948 2. Muslims 24180 = 9494 + 4041 + 6174 + 808 + 1198 + 735 + 915 + 610 + 95 + 105 + 5 3. Christians 32411 = 18575 + 11083 + 1179 + 467 + 130 + 373 + 152 + 48 + 316 + 88 + 0 4. Sikhs 1308 = 488 + 259 + 275 + 92 + 89 + 39 + 14 + 46 + 0 + 6 + 0 5. Buddhists 4342 = 689 + 200 + 3170 + 80 + 109 + 25 + 43 + 7 + 3 + 11 + 5 6. Jains 683 = 294 + 135 + 120 + 30 + 22 + 34 + 24 + 11 + 3 + 3 + 7 7. Other R & P 1061814 = 549059 + 420631 + 68032 + 77 + 1534 + 25 + 46 + 47 + 22190 + 173 + 0 8. Not Stated 28985 = 8478 + 3659 + 5105 + 884 + 7239 + 1631 + 259 + 1588 + 92 + 50 + 0 „7. Other Religions and Persuasions“ (1,06 Mio. von 13,3 Mio. = 8,01 %): ------------------------------------------------------------------------ Gond / Gondi 971647 = 545067 + 360253 + 62540 + 0 + 1495 + 0 + 0 + 0 + 2292 + 0 Adim dhamm 37709 = 0 + 37709 + 0 + 0 + 0 + 0 + 0 + 0 + 0 + 0 Addi Bassi 21030 = 1099 + 15033 + 4720 + 0 + 0 + 0 + 0 + 0 + 178 + 0 Sarna 20233 = 0 + 365 + 0 + 0 + 0 + 0 + 0 + 0 + 19697 + 171 Gondwana 3844 = 1122 + 2722 + 0 Nature Religion 1549 = 910 + 639 + 0 Adi Dharm 1120 = 0 + 1120 + 0 Budhadeo 913 = 193 + 720 + 0 Koya punem 744 = 0 + 744 + 0 Adi 691 = 95 + 596 + 0 God 482 = 0 + 482 + 0 Koyatur 328 = 0 + 0 + 328 Malla 217 = 217 + 0 + 0 Hindai 214 = 214 + 0 + 0 Persapen 182 = 0 + 0 + 182 Dhamma 55 = 0 + 0 + 55 Other unclassified 856 = 142 + 248 + 207 + 77 + 39 + 25 + 46 + 47 + 23 + 2 |

## Kultur

### Musik
Die Gond stehen in einer sozialen und kulturellen Beziehung mit den Pardhan, deren Musiker in den Häusern der Gond epische Geschichten vortragen, die sie auf der Fiedel bana oder gelegentlich auf der Bogenharfe bin-baja begleiten. Bei den Gond von Bastar gehören Gruppengesänge und Gruppentänze zu festlichen Anlässen. Es gibt traditionelle Gesänge, um Regen zu machen, Gesänge und Tänze bei Jagdzeremonien, Erntefesten und Hochzeiten. Zu den begleitenden Rhythmusinstrumenten gehören die große, zweifellige Zylindertrommel dhol, die etwas kleinere Fasstrommel dholak, die kleine Kesseltrommel turimuri (turburi) und gelegentlich die glockenförmige, hölzerne Schlitztrommel dudra. Blasinstrumente sind eine etwa 80 Zentimeter lange Querflöte (bopur berod) und beim Bisonhorntanz ein entsprechendes Horn, das zwei Töne hervorbringt. Eine einfache professionelle Band, die bei Hochzeiten spielt, kann aus einer großen Kesseltrommel nissan, einer kleinen Kesseltrommel turburi und einer Kegeloboe mohori bestehen.